# Ole Olsen
Ole Olsen (n. 7 iunie 1869, Lynge Parish⁠(d), regiunea Sjælland, Danemarca – d. 7 septembrie 1944, Copenhaga, Danemarca) a fost un trăgător de tir ce a reprezentat Danemarca, medaliat olimpic. A participat la o ediție a Jocurilor Olimpice (1912) în care a câștigat o medalie de bronz.

## Participări
Lista de mai jos prezintă principalele competiții la care a participat Ole Olsen de-a lungul carierei.
- shooting at the 1912 Summer Olympics – men's 300 metre free rifle, team[*]